# Lương Hồng Ngọc
Lương Hồng Ngọc (梁紅玉 1102 - 1153) là nữ tướng dưới thời Nam Tống trong lịch sử Trung Quốc, phu nhân của đại danh tướng Hàn Thế Trung.

## Nhân duyên trời định
Sử sách ghi chép rất mập mờ về thân thế của Lương Hồng Ngọc, như gia thế và cuộc sống thời trẻ của bà. Theo một số nguồn từ thời Nam Tống, bà từng là một kĩ nữ nhưng không rõ thân thế. Từ năm bà 15 tuổi, do biến cố trong gia đình, bà đã phải tự bán thân làm kĩ nữ tại một kĩ viện tại Kinh Khẩu. Tuy là kĩ nữ, nhưng bà chỉ đàn ca và cho khách ôm chứ không chịu ngủ với bất cứ ai.
Khi đó triều Tống nhiều lần xảy ra chiến tranh với Tây Hạ. Trong một dịp đại quân Tống chinh phạt Hạ, có một tiểu lại là Hàn Thế Trung (1089 - 1151) lập công lớn, nhưng bị Tân Hưng Tông cướp mất công, nên rất căm phẫn. Khi quan quân ban sư trở về, ghé qua tửu lâu của Lương Hồng Ngọc và bà là người được cử ra hầu rượu. Trong bữa tiệc này, bằng tài nghệ của mình bà gây được sự chú ý cho Hàn Thế Trung. Không lâu sau đó, Thế Trung đem tiền đến chuộc bà khỏi lầu xanh và lấy làm vợ. Về sau con đường binh nghiệp của Thế Trung thuận lợi, nhiều lần được thăng chức, dần trở thành một đại tướng dưới triều Nam Tống.

## Chính biến Miêu, Lưu
Cuối năm 1126, quân đội nước Kim từ miền bắc tràn xuống chiếm Biện Kinh, bắt hai vua Huy Tông, Khâm Tông và phần lớn tông thất triều Tống giải về phương bắc, chỉ có Khang vương Triệu Cấu và Nguyên Hựu hoàng hậu Mạnh thị là thoát được. Tháng 5 năm 1127, Khang vương lên ngôi ở Nam Kinh, tức là Tống Cao Tông (1127 - 1162). Do lo sợ thế lực của người Kim, Cao Tông dời đô về miền nam, bắt đầu cho thời kì Nam Tống (1127 - 1279).
Thấy nam triều dời đô, bên Kim biết ngay triều đình Nam Tống chỉ còn những người cầu an vô dụng, liền chuẩn bị lực lượng nam tiến. Trong lúc quân Kim hoành hành ở miền bắc thì ở miền nam, nội bộ triều Tống nảy sinh bất hòa. Do bất mãn với đại thần Vương Uyên, hai tướng Miêu Phó và Lưu Chính Ngạn tiến hành binh biến, ép Cao Tông nhường ngôi cho thái tử Triệu Phu. Miêu Lưu đem tờ chiếu nhường ngôi phân phát về các nơi, cải nguyên là Minh Thụ. Hàn Thế Trung lúc này đóng quân ở Tú châu, chuẩn bị lực lượng cần vương. Miêu Phó cho giam giữ Lương thị và tiểu công tử Hàn Lượng rất chặt, muốn gây sức ép với Thế Trung. Nhưng cuối cùng lại theo lời của Chu Thắng Phi, quyết định thả Lương thị, phong làm An Quốc phu nhân và sai đến Tú châu thuyết phục Thế Trung ra hàng. Lương phu nhân cưỡi ngựa ra khỏi thành, chỉ trong một ngày đã đến chỗ Thế Trung, đem sự việc thông báo lại. Bà còn khuyên chồng ra quân giải cứu hoàng thượng. Đến khi chiếu thư của Miêu, Lưu đến; Thế Trung đốt tờ chiếu, chém sứ giả, nói
Ta chỉ biết có Kiến Viêm, không biết có Minh Thụ.
Rồi liên quân cùng Lã Di Hạo, Trương Tuấn, đồng lòng diệt giặc. Cuối tháng 4 năm 1129, quân các tướng tiến vào hành tại, truy bắt được bọn Miêu Lưu, khôi phục Cao Tông. Nhờ chiến công này, Thế Trung được phong chức Chiêu Khánh quân tiết độ sứ.

## Danh tướng kháng Kim
Tháng 10 năm 1129, tướng Kim Ngột Truật mang đại quân 10 vạn binh lính đánh Giang Nam, Cao Tông hoảng sợ phải dong thuyền ra biển để trốn tránh. Lúc này Hàn Thế Trung đóng đô ở Trấn Giang, dự đoán rằng quân Kim không giỏi thủy chiến tất không ở lâu được, nên tìm cách chặn đường rút lui của địch. Đứng trước tình hình quân Kim quá đông, không thể dùng lực lượng để chống lại, Lương Hồng Ngọc đã bàn với chồng nên dùng mưu kế để dụ quân Kim vào tròng. Vào ngày rằm tháng 1 năm 1130, Thế Trung cố ý giăng đèn kết hoa mở hội ở Tú Châu để đánh lạc hướng quân Kim, một mặt, ông mang quân bí mật phục ở sông Trường Giang. Khi 10 vạn quân của Ngột Truật rút về tả ngạn sông Thế Trung đã tung 8000 quân ra chặn đánh. Trong trận bao vây này, Lương Hồng Ngọc cũng xuất binh ngăn chặn sự tháo chạy của quân Kim. Bọn giặc Kim bị dồn vào hang Hoàng Thiên suốt hơn 40 ngày, nhưng cuối cùng lại thoát ra được.
Trận đánh này quân Tống tuy thua nhưng cũng cầm chân được quân địch đông hơn gấp nhiều lần suốt hơn một tháng, công nhiều hơn tội. Lương phu nhân bèn viết thư cho thái hậu, tự nhận tội của mình. Mấy hôm sau, có chiếu thư phong Thế Trung làm Kiểm hiệu thái bỏ, Võ Thành Cảm Đức quân tiết độ sứ.
Sử sách ghi lại rằng mỗi lần ra trận Lương Hồng Ngọc đều trang điểm thật xinh đẹp trước khi ngồi lên ngựa chỉ huy hàng nghìn quân lính. Nhưng khi vào trận thì vung roi thét ngựa, chém tướng đoạt cờ, dũng cảm xông vào trận địa nguy hiểm nhất. Bà cùng chồng thường cùng lao động với quân sĩ, thu dụng lưu dân. Một mặt ông luyện quân, mặt khác vẫn cho thông thương qua lại. Quân đội dưới quyền ông chỉ có 3 vạn người, chuyên đảm nhiệm che chắn Giang Hoài cho nhà Tống.

## Cuối đời
Năm 1142, Nhạc Phi bị Tần Cối vu oan và hãm hại; triều đình Nam Tống ký vào bàn hòa ước Thiệu Hưng, cắt đất xưng thần với người Kim. Trước tình hình này, Hàn Thế Trung phẫn uất, không vui. Lương phu nhân can rằng
Thời buổi gian thần nắm quyền, tướng công nếu không biết mưu tính thì liệu có giữ được thân không.
Từ đó vợ chồng đóng cửa tạ khách, xa lánh việc quân. Nhiều khi cưỡi lừa, lưng đeo bình rượu đến ngắm cảnh Hồ Tây. Năm 1151, Hàn Thế Trung qua đời. Lương phu nhân một mình nuôi con. Hai năm sau, năm 1153, bà cũng mất, hưởng thọ 51 tuổi.